# Mahmoodmoskén
Mahmoodmoskén är en moské i östra Malmö som tillhör Ahmadiyya Muslimska Samfundet och invigdes 13 maj 2016 av Ahmadiyyas huvudimam, Mirza Masroor Ahmad, den femte kalifen efter grundaren av Ahmadiyya, Mirza Ghulam Ahmad.
Moskén är den andra Ahmadiyyamoskén i Sverige och den största, med en yta på 5000 m² och rymmer över 1200 personer. Mahmoodmoskéns minaret har en höjd av 24 meter. Böneutropet hörs endast inne i moskén genom högtalarna.
Förutom själva moskébyggnaden finns även en stor multihall, bostad för imam, kontor med mera. Mahmoodmoskén är även tillgänglig för funktionshindrade med hiss till bönesalarna. Mahmoodmoskén är helt byggd genom donationer från samfundets egna medlemmar.
Moskén erbjuder två likvärdiga bönesalar där kvinnor har möjlighet att be separat från män..